# Michail Alexandrowitsch Antonow
Michail Alexandrowitsch Antonow (russisch Михаил Александрович Антонов; * 4. Januar 1986 in Ischewsk) ist ein ehemaliger russischer Radrennfahrer.
Michail Antonow wurde 2007 Etappendritter bei dem ersten Teilstück des Grand Prix of Sochi. Im Jahr darauf wurde er auf der siebten Etappe der Tour de Normandie nach Bagnoles de l’Orne Dritter. In der Saison 2009 gewann Antonow die beiden russischen Eintagesrennen Mayor Cup und Memorial Oleg Dyachenko. Im folgenden Jahr gewann er die Gesamtwertungen der Etappenrennen Circuit des Ardennes und der Tour du Loir-et-Cher, bei der er 2011 noch eine Etappe gewann.
Zu Saisonende 2013 fuhr er beim UCI WorldTeam Katusha, erhielt aber im Folgejahr weder dort noch bei einem anderen internationalen Radsportteam eine Anstellung.

## Erfolge
2009
- Mayor Cup
- Memorial Oleg Dyachenko

2010
- Gesamtwertung und eine Etappe Circuit des Ardennes
- Gesamtwertung Tour du Loir-et-Cher

2011
- eine Etappe Tour du Loir-et-Cher

## Teams
- 2008 Katusha Continental Team
- 2009 Katusha Continental Team
- 2010 Itera-Katusha
- 2010 Team Katusha (Stagiaire)
- 2011 Itera-Katusha
- 2012 Lokosphinx
- 2013 Lokosphinx (bis 31. Mai)
- 2013 Itera-Katusha (ab 1. Juni)
- 2013 Katusha (Stagiaire)